# مدينة الأكاذيب (فلم)
مدينة الأكاذيب (بالإنجليزية: City of Lies) هو فيلم سيرة ذاتية وجريمة صدر سنة 2018 حول التحقيقات التي أجرتها شرطة لوس أنجلوس في مقتل مغني الراب توباك شاكور ونوتوريوس بي. آي. جي. الفيلم من إخراج براد فورمان، مع سيناريو من كتابة كريستيان كونتريراس استنادًا إلى كتاب «لابرينث» للكاتب راندال سوليفان. الفيلم من بطولة جوني ديب في دور محقق شرطة لوس أنجلوس المتقاعد راسيل بول وفورست ويتكر في دور الصحفي جاك جاكسون، بالاشتراك أيضاً مع روكموند دنبار ونيل براون جونيور.
تم عرض الفيلم لأول مرة في إيطاليا في 8 ديسمبر 2018، وتم عرضه خارج المنافسة في اليوم الأخير من مهرجان «نوار إن». تلقى إصدارًا محدودًا في إيطاليا في 10 يناير 2019. كان من المقرر إطلاقه سابقًا في الولايات المتحدة في 7 سبتمبر 2018 من قبل أفلام أوبن رود، وقد تم سحبه من الجدول في أغسطس 2018. تم توزيعه في النهاية بواسطة شركة «Saban Films» وتم إصداره في 19 مارس 2021، تلاه إصدار بصيغة فيديو حسب الطلب في 9 أبريل 2021. تلقى الفيلم آراء متباينة من النقاد.

## القصة
في عام 2015، تم تكليف المراسل الاستقصائي في صحيفة لوس أنجلوس تايمز جاك جاكسون بالكتابة عن مقتل مغني الراب كريستوفر والاس. يلتقي مع المحقق المتقاعد والمخزي في شرطة لوس أنجلوس راسيل بول. في استرجاعه لسلسلة من ذكريات الماضي، يكشف بول عن نظريته القائلة بأن الرئيس التنفيذي لشركة «ديث روود ريكوردز» شوغ نايت دفع لضباط شرطة لوس أنجلوس الفاسدين لقتل والاس والتستر على الجريمة.
في عام 1997، بعد أسابيع فقط من مقتل والاس، تم تكليف بول بالتحقيق في إطلاق النار على ضابط الشرطة الأسود الخارج عن الخدمة كيفن جاينز من قبل المحقق الأبيض فرانك ليغا. يواجه بول ضغوطًا من الإدارة العليا فيما يتعلق بالسيرك الإعلامي الذي يحوم حول حوادث أخرى مشابهة في لوس أنجلوس، مثل ضرب رودني كينغ وقضية جريمة أو جاي سيمبسون. أثناء التحقيق، علم بول أن جاينز كان على معرفة بأعمال «عصابة نايت» وكان لديه انتماء «لعصابة الدم». يرفض الملازم أوشي الضابط الأعلى عن بول إعطاء مصداقية لهذه النظرية ويأمر بول بالتوقف عن إدانة فرانك ليغا. تمت تبرئة ليغا لكنه يواجه دعوى قضائية، حيث يمثل عائلة جاينز المحامي جوني كوشران. يثبت بول عن طريق عميل سري لمكتب التحقيقات الفيدرالي العلاقة بين «عصابة نايت» وجاينز، ويتم نقله إلى قسم السرقة والقتل للتحقيق معه في مقتل والاس.
حصل بول وشريكه فريد ميلر على أسماء المشتبه بهم، بما في ذلك ديفيد ماك، ضابط شرطة لوس أنجلوس آخر يعمل في «عصابة نايت»، بالإضافة إلى عضو حركة أمة الإسلام أمير محمد وعضو عصابة الدم واردل فوس. يعلم بول أن ماك كان يعمل في مجال الأمن لصالح والاس، وقد تم ربطه مؤخرًا بسرقة بنك. تم القبض على ماك لكنه لم يقدم أي معلومات تتعلق بوفاة والاس. يبدأ بول التحقيق مع ضابط شرطة لوس أنجلوس آخر هو رافاييل بيريز، بعد أن علم أنه كان يسرق الكوكايين من غرفة الأدلة. يهاجم بول بيريز ويراقبه وهو يطلق النار على تاجر مخدرات لكن بول يتدخل ويطلق النار على بيريز دفاعًا عن النفس. بيريز متهم جنائيا ويورط نفسه وضباط آخرين في أنشطة إجرامية مختلفة. يُمنح بول فريق العمل الخاص به ويستعد أيضًا للشاهدة في محاكمة ليغا المدنية حيث ينوي أن يشهد بأن ماك كان متورطًا في وفاة والاس وأن شرطة لوس أنجلوس تقوم بالتستر عليه، لكن المدينة تستقر قبل بدأ المحاكمة. ليغا غير قادر على تبرئة اسمه تم نبذ بول من قبل شرطة لوس أنجلوس.
ترفع فوليتا والاس دعوى قتل خاطئة ضد لوس أنجلوس بناءً على الأدلة التي دافع عنها بول. تم اعتبار ماك وأمير محمد كمتهمين، لكن تم إسقاط التهمة عليهما قبل وقت قصير من بدء المحاكمة بعد أن قامت شرطة لوس أنجلوس ومكتب التحقيقات الفيدرالي بإخراجهما من قائمة المشتبه بهم. استقال بول خزيًا قبل شهر من حصوله على راتبه التقاعدي، الأمر الذي تضررت به عائلته في النهاية.
يلتقي جاكسون مع بول وفوليتا اللذان طورا صداقة في العقود التي تلت مقتل ابنها. جاكسون يعتذر لها عن كتابة مقال سابق يورط ابنها في مقتل توباك شاكور وهي قبلت اعتذاره. تكشف فوليتا أنها ممتنة لتضحية بول في محاولاته لحل جريمة القتل. يخبر بول جاكسون بأن تعويضات والاس تقدر بمليار دولار، وأن الدعوى المدنية ستؤدي إلى إفلاس المدينة. في أحد الأيام، ذهب بول إلى قسم شريف لوس أنجلوس في محاولة لإعادة فتح تحقيقه، لكنه أصيب بنوبة قلبية ومات بعد ذلك ببعض الوقت.
بدافع الشعور بالذنب، كتب جاكسون مستخدماً المعلومات التي عرفها، مقالاً عن راسيل بول معتبرا إياه بطل منسي. تلقى مقال جاكسون استحسانًا، ومع ذلك سرعان ما استقال من وظيفته، ووجد النظام منافقًا جدًا للاحتفاء برجال جديرين مثل بول. ولتظل جرائم القتل التي تعرض لها والاس وتوباك دون حل.

## طاقم التمثيل
- جوني ديب في دور راسيل بول، محقق في شرطة لوس أنجلوس.[2]
- فورست ويتكر في دور جاك جاكسون، صحفي يتحد مع شرطة لوس أنجلوس لكشف الحقيقة.[3]
- روكموند دنبار في دور دريدلوكس.[4]
- نيل براون جونيور في دور رافاييل بيريز، ضابط فاسد في شرطة لوس أنجلوس.[5]
- اكساندر بيركلي[6] في دور إدواردز.
- شيا ويجهام[6] في دور المحقق فرانك ليغا.
- وين إيفرت[6] في دور ميغان بول، زوجة راسيل.
- توبي هوس[6] في دور المحقق فريد ميلر، شريك راسيل.

## الإنتاج

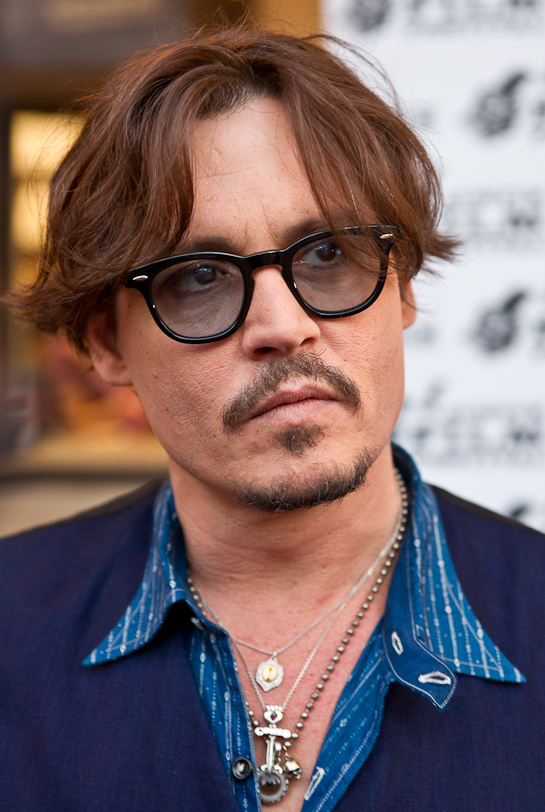
جوني ديب يلعب دور محقق الشرطة راسيل بول

في 4 فبراير 2013، وردت أخبار أن شركة الإنتاج البريطانية Good Films التابعة لـMiriam Segal قد اشترت حقوق كتاب راندال سوليفان LAbyrinth. بتنولها لتحقيقات شرطة لوس أنجلوس في مقتل توباك شاكور وبيغي سمولز، والتي لم يتم حلها أبدًا. في 7 سبتمبر 2016، تم الإعلان على اختيار جوني ديب في دور محقق الشرطة راسيل بول.

### اختيار الممثلين
في 11 نوفمبر 2016، تم اختيار روكموند دنبار في الفيلم للعب دريدلوكس. في نفس اليوم انضم فورست ويتكر إلى الفيلم ليقوم بدور الصحفي الذي يتعاون مع ضابط الشرطة لكشف الحقيقة. في 17 نوفمبر، اختير نيل براون جونيور في الفيلم ليلعب دور ضابط الشرطة رافاييل بيريز. كما انضم في 13 ديسمبر للفيلم كل من اكساندر بيركلي وشيا ويجهام ووين إيفرت وتوبي هوس، بينما انضم بعد يومين لويس هرتوم وشامير أندرسون أيضًا إلى الفيلم، حيث لعب هيرتوم دور محامي المدينة الذي يدافع عن بول في المحاكمة ولعب أندرسون دور ضابط شرطة لوس أنجلوس ديفيد ماك. في 6 يناير 2017، انضم أمين جوزيف للفيلم ليلعب دور ضابط الشرطة كيفن جاينز، وفي 18 يناير، لعب لورنس ماسون دور عميل مكتب التحقيقات الفيدرالي دونتون. في 23 يناير 2017، انضم الوافد الجديد جوزيف فيرانتي إلى الفيلم لدور غير محدد.

### التصوير الرئيسي
بدأ التصوير الرئيسي للفيلم في 13 ديسمبر 2016، في لوس أنجلوس، كاليفورنيا. وانتهى التصوير في مايو 2017.

## الإطلاق
تم إصدار المقطع الدعائي الأول للفيلم، والذي كان في الأصل بعنوان LAbyrinth، في 21 مايو 2018، والذي كان من الممكن أن يكون عيد ميلاد نوتوريوس بي. آي. جي.. بعد الاندماج بين Open Road Films وIM Global لتشكيل Global Road Entertainment، تمت إعادة تسمية الفيلم بعنوان مدينة الأكاذيب وتقرر تاريخ إصداره في 7 سبتمبر 2018، الذكرى السنوية الثانية والعشرون لمقتل توباك شاكور. في أغسطس 2018، تم سحب الفيلم من الجدول، وبحسب ما ورد فالسبب كان دعوى قضائية جارية تورط فيها ديب ومدير موقع الفيلم، لم يتم الإعلان عن تاريخ إصدار جديد.
في 23 أغسطس 2018، ذكرت صحيفة ذا ديلي بيست أن مشكلة ديب القانونية استُخدمت كحجة لتوقيف الفيلم. كما أشارت إلى أن شرطة لوس أنجلوس ربما كانت تحاول قمع الفيلم بسب تصويره لها بشكل سلبي، أو أن هناك أشخاص آخرين لم يرغبوا في أن يتم عرض الفيلم. في يوليو 2020، جادل آدم تود براون بأن الفيلم قد تم إخفاؤه، لكي لا تتمكن فوليتا والاس من إعادة فتح قضية القتل لمقاضاة شرطة لوس أنجلوس. في 29 أغسطس 2018، رفع بنك لئومي دعوى قضائية أخرى ضد شركة Miramax بسبب ضمانات غير مدفوعة بملايين الدولارات نتيجة سحب الفيلم من الإصدار.
تم عرض مدينة الأكاذيب لأول مرة في إيطاليا بتاريخ 9 ديسمبر 2018 خارج المنافسة الرسمية في مهرجان Noir in باعتباره الفيلم الختامي للحدث. حصل على إصدار محدود في إيطاليا في 10 يناير 2019. تم إصدار الفيلم بدقة بلو راي في إيطاليا في 19 يونيو 2019.
في 4 مارس 2021 ، أعلنت شركة Saban Films أنها حصلت على حقوق التوزيع، ومن المقرر عرض الفيلم في 19 مارس 2021. في أكتوبر 2021، حصلت شركة Highland Film Group على حقوق توزيع وتسويق الفيلم لجميع أنحاء العالم.

## الإستقبال

### الإيرادات
في الولايات المتحدة وكندا، حقق الفيلم 275,049 دولارًا من 501 صالة عرض في عطلة نهاية الأسبوع الافتتاحية، بمتوسط 549 دولارًا لكل مكان.

### التنزيلات والتأجيرات
على Redbox، ظهر الفيلم لأول مرة في المركز الأول على مخطط الإيجار وفي المرتبة الخامسة على مخطط فيديو حسب الطلب للأسبوع المنتهي في 13 يونيو 2021.

### تقييمات النقاد
على موقع روتن توميتوز، حصل الفيلم على نسبة موافقة تبلغ 51٪ بناءً على 49 مراجعة، بمتوسط تقييم 6/10. ووفقًا لميتاكريتيك، التي حسبت متوسط درجة مرجحة من 44 من 100 بناءً على 12 ناقداً، حصل الفيلم على تقييمات مختلطة أو متوسطة.
أعطى ريتشارد روبر من صحيفة شيكاغو سن-تايمز الفيلم 3 من أصل 4 نجوم، حيث كتب: «يرجع جزء كبير من نجاح الفيلم إلى العمل الرائع من ديب وويتكر، الفيلم عبارة عن نظرة قيمة ومضيئة إلى حد ما في ماضي قتل اثنين من أيقونات الراب». كتب جون ديفور لصحيفة هوليوود ريبورتر: «هذه دراما مقنعة تظهر مخاوف من العالم الحقيقي لا ينبغي تجاهلها، وهي تستحق أفضل من أن تكون ضحية لخطايا أحد الممثلين خارج الشاشة».

## وصلات خارجية
- مقالات تستعمل روابط فنية بلا صلة مع ويكي بيانات